# Charles Talbot, 1. vévoda ze Shrewsbury
Charles Talbot, 1. vévoda ze Shrewsbury (Charles Talbot, 1st Duke of Shrewsbury, 1st Marques of Alton, 12th Earl of Shrewsbury) (24. července 1660, Londýn, Anglie – 1. února 1718, Londýn, Anglie) byl anglický státník a dvořan ze starobylého šlechtického rodu Talbotů. V politice patřil k umírněným toryům, svými současníky byl vyzdvihován jako prototyp uhlazeného dvořana. V krizových letech 1688 a 1714 nekompromisně podpořil nástupnictví protestantského panovníka (Vilém III., Jiří I.). Zastával vysoké funkce ve vládě a u dvora, v roce 1714 byl krátce prvním ministrem. V roce 1694 byl povýšen na vévodu, byl též rytířem Podvazkového řádu.

## Kariéra
Pocházel ze starobylého šlechtického rodu, jeho kmotrem byl král Karel II. Titul hraběte ze Shrewsbury zdědil po otci v roce 1668, zároveň převzal dědičnou hodnost lorda nejvyššího hofmistra v Irsku (1668–1718). Po dosažení plnoletosti vstoupil do Sněmovny lordů, původně byl katolík, později přestoupil na anglikánskou víru (1679). Zastával hodnosti u dvora Karla II., v letech 1681–1688 byl nejvyšším sudím v hrabství Staffordshire, na sklonku vlády Jakuba II. se stal jedním ze signatářů dopisu, který vyzval Viléma III. k převzetí vlády v Anglii. Jako aktivní účastník slavné revoluce dosáhl dalšího kariérního postupu, v roce 1689 se stal členem Tajné rady a v letech 1689–1696 byl členem výboru Tajné rady pro obchod a kolonie. V roce 1689 získal místodržitelské úřady v hrabstvích Hertfordshire a Worcestershire, ve vládě byl ministrem vnitra (1689–1690 a 1695–1699) a ministrem zahraničí (1694–1695). V roce 1694 získal titul vévody ze Shrewsbury, téhož roku obdržel Podvazkový řád. Od roku 1694 zastával také funkci lorda–místodržitele v několika hrabstvích ve Walesu. V letech 1699–1700 byl lordem nejvyšším komořím.
Přestože dosáhl vysokého postavení, několikrát se dostal do podezření ze styků s jakobity a nakonec v roce 1700 opustil Anglii, pobýval převážně v Itálii. Do Anglie se vrátil v roce 1707, poté byl vyslancem v Paříži (1712–1713) a místokrálem v Irsku (1713–1714). Po odvolání Roberta Harleye byl v roce 1714 krátce prvním ministrem a sehrál významnou úlohu v nástupnické otázce po smrti královny Anny. V letech 1710–1715 byl znovu lordem nejvyšším komořím, z této funkce byl odvolán pro opětovné podezření z podpory jakobitů. Díky osobnímu zásahu Jiřího I. vyšel bez úhony, ale odešel do soukromí.
Byl ženatý s Adelaidou Palliotti (1674–1726), dvorní dámou královny Anny. Jejich manželství zůstalo bez potomstva, takže titul vévody ze Shrewsbury zanikl, na bratrance Gilberta Talbota přešel jen titul hrabat ze Shrewsbury.